# Estación de Praias-Sado

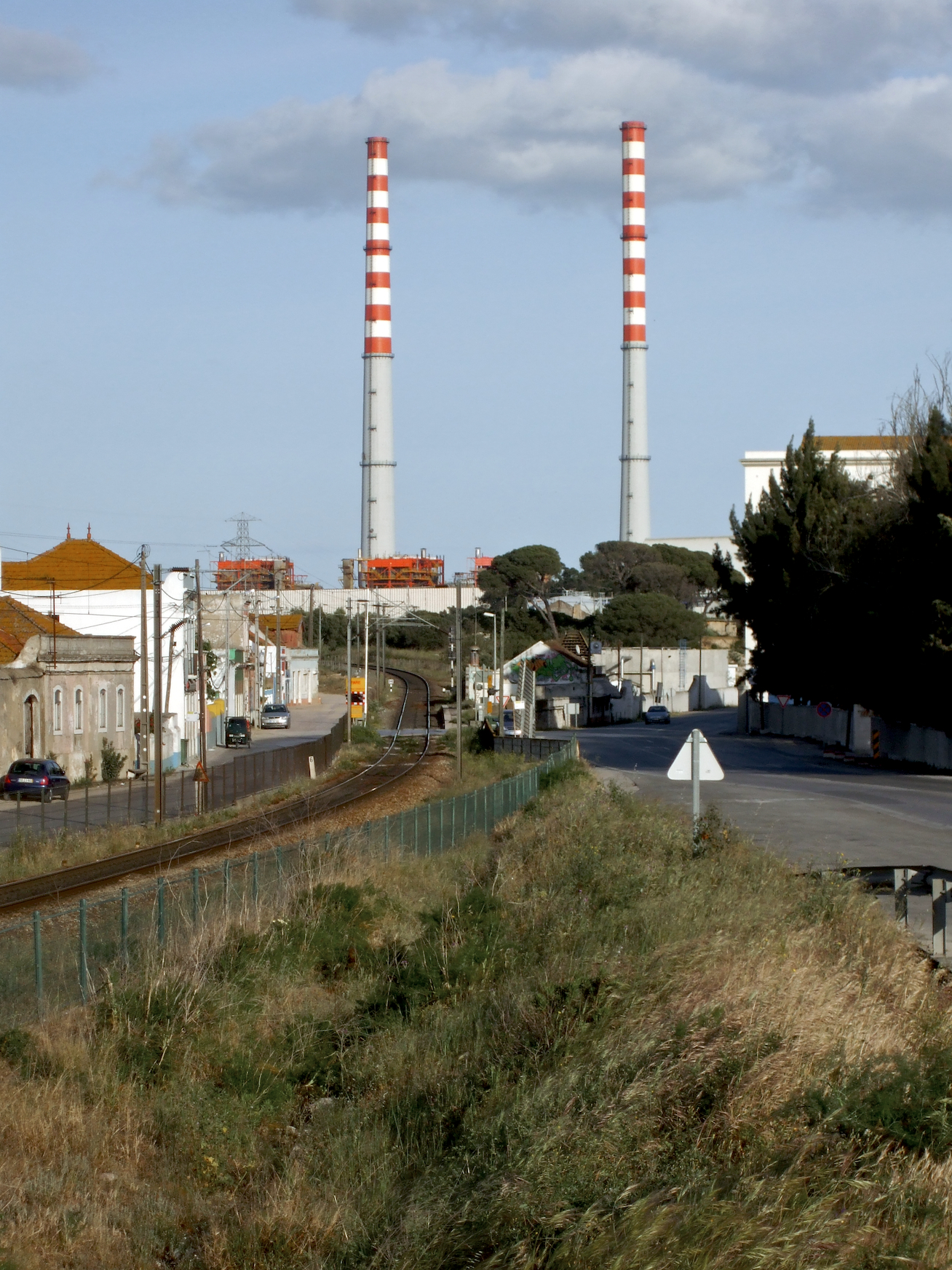
Aproximación a Praias-Sado, junto al apeadero desactivado de Cachofarra.

La Estación Ferroviária de Praias-Sado, también conocida como Estación de Praias do Sado, es una estación ferroviaria de la Línea del Sur, que se sitúa en el ayuntamiento de Setúbal, en Portugal.

## Descripción

### Vías y plataformas
En enero de 2011, contaba con cinco vías de circulación, con 460 a 183 metros de longitud; las plataformas tenían de cuarenta a noventa centímetros de altura, y presentaban 105 a 151 metros de longitud.